# Gülçö
Gülçö (in kirghiso Гүлчө?) è una città del Kirghizistan, capoluogo del distretto di Alaj; l'insediamento è attraversato dall'autostrada del Pamir.